# Franz Schoch
Franz Schoch (* 3. März 1762 in Überlingen; † 10. August 1813 in Peterstal) war ein Amtmann des Hochstifts Speyer und nach dessen Auflösung im badischen Staatsdienst, wo er Amtsvorstand wurde, vergleichbar mit einem heutigen Landrat.

## Familie
Franz Josef Schoch war der Sohn des Johann Georg Schoch und der Anna geborene Keller. Er heiratete am 25. November 1793 Maria Regina geborene Hummel (* 15. September 1770; † 4. Dezember 1802). Aus dieser Ehe entstammen zwei Kinder: Georg Christoph (* 15. Januar 1798; † 22. August 1798) und Maria (* 16. Juni 1799).

## Leben
Schoch war bis 1794 Amtmann beim Amt Kirrweiler und danach beim Amt Kislau. Nachdem der rechtsrheinische Teil des Hochstifts Speyer badisch wurde, wurde Schoch in den badischen Staatsdienst übernommen und war ab 1804 Amtsvorstand beim Amt Philippsburg, wo er am 20. Januar 1810 zum Oberamtmann befördert wurde.